# 美濃市立片知小学校板山分校
美濃市立片知小学校板山分校 （みのしりつ かたじしょうがっこう　いたやまぶんこう）は、かつて岐阜県美濃市に存在した公立小学校の分校。

## 概要
- 片知小学校の分校であり、美濃市片知の板山地区が校区であった。板山地区は片知川（板取川支流）上流の集落である。
- 2003年、本校の片知小学校の廃校、及び下牧小学校の新設により廃止。
- 末期は教師は1名。1・2年生のみが通学し、3年生以上は片知小学校に通学していた。

## 沿革
- 1877年（明治10年） - 片知村大字板山に知廣学校板山分教場を設置。
- 1880年（明治13年） - 片知小学校板山分教場となる。
- 1886年（明治19年） - 片知簡易科小学校板山分教場となる。
- 1897年（明治30年）4月1日 - 長瀬村、片知村、蕨生村、神洞村が合併し、下牧村が発足。
- 1899年（明治32年） - 長瀬尋常小学校、神洞尋常小学校、片知尋常小学校、蕨生尋常小学校が統合され、下牧尋常小学校が発足。板山分教場は下牧尋常小学校板山分教場となる。
- 1901年（明治34年） - 下牧尋常小学校が分立し、片知尋常小学校が開校。板山分教場は片知尋常小学校板山分校となる。
- 1941年（昭和16年）4月1日 - 片知国民学校板山分校となる。
- 1947年（昭和22年）4月1日 - 下牧村立片知小学校板山分教場となる。
- 1954年（昭和29年）4月1日 - 美濃町、洲原村、下牧村、上牧村、大矢田村、藍見村、中有知村が合併し、美濃市が発足。同時に美濃市立片知小学校板山分教場となる。
- 1960年（昭和35年） - 校舎（木造2階建）を新築。
- 2001年（平成13年） - 生徒数が0となり、休校。
- 2003年（平成15年）3月 - 統合により廃止。